# Don Pasquale
Personnages
- Don Pasquale, un barbon célibataire (basse)
- Docteur Malatesta, son médecin (baryton)
- Ernesto, neveu de Don Pasquale (ténor)
- Norina, jeune veuve aimée d'Ernesto (soprano)
- Le Notaire (basse)

Airs
- « Bella siccome un angelo » (Malatesta) – Acte I
- « Quel guardo il cavaliere » (Norina) – Acte I
- « Cercherò lontana terra » (Ernesto) – Acte II
- « Cheti, cheti immantinente » (Don Pasquale, Malatesta) – Acte III
- « Com'è gentil » (Ernesto) – Acte III
- « Tornami a dir che m'ami » (Ernesto, Norina) – Acte III

Don Pasquale est un opéra bouffe (opera buffa) en trois actes, musique de Gaetano Donizetti, livret de Giovanni Ruffini, joué pour la première fois le 3 janvier 1843 au Théâtre italien de Paris.

## Histoire
À l'automne 1842, Donizetti, après un bref séjour à Naples, était de retour à Paris où il devait surveiller les répétitions de Linda di Chamounix au Théâtre-Italien tout en travaillant sur le projet d'un nouvel opéra pour Vienne, La Regina di Cipro (La Reine de Chypre) d'après un livret de Giacomo Sacchèro, qui devait devenir Caterina Cornaro. 
Le nouveau directeur, le critique Jules Janin lui proposa de composer un opera buffa pour lequel il pourrait compter sur une pléiade de chanteurs de premier ordre : Giulia Grisi, le ténor Mario, Antonio Tamburini et Luigi Lablache. Donizetti accepta et choisit de travailler sur le livret d'Angelo Anelli pour l'opéra Ser Marcantonio de Stefano Pavesi, créé à Milan en 1810, très populaire dans les années qui suivirent sa création. Giovanni Ruffini, l'un des quatre frères patriotes italiens, alors réfugié à Paris, se chargea de procéder aux adaptations nécessaires, mais Donizetti lui-même, ainsi que les chanteurs pendant les répétitions, lui demandèrent tellement de modifications qu'il claqua la porte et demanda que son nom soit retiré de l'affiche.
Donizetti composa l'ouvrage en un temps record : onze jours si l'on en croit sa correspondance, non sans mettre à contribution plusieurs de ses ouvrages antérieurs : Gianni di Parigi, L'Elisir d'amore, L'Ange de Nisida (devenu La Favorite). Il dirigea lui-même les répétitions. Celles-ci se déroulèrent semble-t-il dans une atmosphère glaciale, l'orchestre goûtant peu la partition. On raconte qu'à l'issue d'une répétition, Donizetti avait demandé à l'éditeur Dormoy de l'accompagner chez lui ; il fouilla dans ses papiers et finit par tirer un papier d'un carton qu'il lui tendit en lui disant : « Voilà, donnez ceci à Mario, et dites-lui de le chanter lors de la dernière scène, dans le jardin, comme sérénade à Norina. ». Néanmoins la première, le 3 janvier 1843, fut littéralement triomphale, ce qui n'empêcha pas un accueil mitigé de la critique.
L'opéra entama aussitôt une brillante carrière dans tous les théâtres du monde : à la Scala de Milan le 17 avril 1843, avec Achille De Bassini dans le rôle de Malatesta, à Vienne, au Her Majesty's Theatre de Londres et Bruxelles la même année, en Allemagne l'année suivante. Au Metropolitan Opera de New York, où on le créa en 1846, on entendit Enrico Caruso, Tito Schipa ou Leonid Sobinov chanter Ernesto, Marcella Sembrich, Lucrezia Bori ou Rosina Storchio interpréter Norina, Antonio Scotti, Giuseppe De Luca ou Victor Maurel dans Malatesta. Mais la popularité de l'ouvrage lui valut aussi nombre de productions médiocres le tirant vers l'opérette ce qui peut contribuer à expliquer que dans La Vie parisienne de Jacques Offenbach (1866), la baronne de Gondremarck, débarquant à Paris, puisse le mettre sur le même plan qu'une chanson de café-concert :
Je veux, moi dans la capitale,
Voir les divas qui font fureur,
Voir la Patti dans Don Pasquale
Et Thérésa dans Le Sapeur.
Don Pasquale fait partie des quelques ouvrages de Donizetti à n'avoir jamais quitté le répertoire, même pendant l'éclipse que subit l'œuvre du compositeur à partir des années 1860 et jusque dans les années 1960.

## Distribution

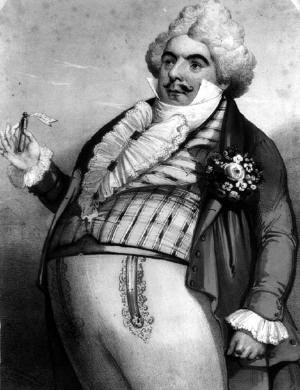
Luigi Lablache dans le rôle de Don Pasquale (1843).

| Rôle                                | Type de voix | Interprètes lors de la première le 3 janvier 1843 |
| ----------------------------------- | ------------ | ------------------------------------------------- |
| Don Pasquale, un barbon célibataire | basse        | Luigi Lablache                                    |
| Docteur Malatesta, son médecin      | baryton      | Antonio Tamburini                                 |
| Ernesto, neveu de Don Pasquale      | ténor        | Mario                                             |
| Norina, jeune veuve                 | soprano      | Giulia Grisi                                      |
| Un notaire                          | basse        | Federico Lablache                                 |

## Argument
L'intrigue se déroule à Rome au début du XIXe siècle.

Durée : environ 2 h.

### Acte I

#### Premier tableau
Une pièce de la maison de Don Pasquale.
- Scène 1 : Don Pasquale est un riche célibataire presque septuagénaire « Per un uom sui settanta ». Il enrage de voir que son unique héritier, Ernesto, est épris d'une jeune veuve sans fortune et veut l'épouser au lieu d'accepter le meilleur parti que lui-même lui destinait. Pour le punir, il a décidé de se marier et, en s'assurant d'une descendance, de priver le benêt de son héritage (introduzione : Son nov'ore). Il a donc chargé son ami, le Docteur Malatesta, de lui trouver un parti.
- Scène 2 : Mais Malatesta est bien décidé à punir son ami de ses folies. Il propose à Don Pasquale d'épouser celle qu'il présente comme sa sœur Sofronia, qu'il décrit comme une personne timide et ingénue, élevée dans un couvent (aria : Bella sicome un' angelo), mais qui n'est autre que Norina, la fiancée d'Ernesto. Don Pasquale est aux anges en entendant ce portrait et, resté seul, se réjouit fort d'annoncer la nouvelle à Ernesto (cavatine : Ah, un foco insolito).
- Scène 3 : Ce dernier, en voyant s'évanouir ses espoirs d'héritage, croit d'abord à une mauvaise plaisanterie mais s'effondre bientôt en apprenant que Malatesta est l'artisan de ce plan (duo : Prender moglie ?). Il exprime son chagrin dans l'aria Sogno soave è casto, tandis que son oncle marmonne dans le fond de la pièce.

#### Second tableau
La chambre de Norina.
- Scène 4 : Norina lit un roman (récitatif : Quel guardo il cavaliero ; aria : So anch' io la virtù magica) quand on vient lui apporter une lettre d'Ernesto qui lui annonce que, ne pouvant assurer son avenir, il doit renoncer à leur projet de mariage.
- Scène 5 : Le trouble de Norina est de courte durée car entre Malatesta qui vient lui expliquer son stratagème. Le plan fonctionne comme prévu : qu'elle soit rassurée, son mariage avec Ernesto aura lieu comme prévu. Mais le temps presse : impossible de mettre Ernesto au courant : Norina doit jouer auprès de Don Pasquale son rôle de jeune provinciale timide (duo : Pronta io son).

### Acte II
Une pièce de la maison de Don Pasquale.
- Scène 1 : Ernesto est extrêmement abattu et décide de s'exiler (Povero Ernesto... Cercherò lontana terra).
- Scène 2 : Don Pasquale n'en peut plus d'attendre sa promise.
- Scène 3 : Celle-ci arrive enfin, la tête recouverte d'un voile et conduite par Malatesta. Don Pasquale trouve sa fiancée ravissante (trio : Fresca uscita da convento).
- Scène 4 : Un faux notaire arrive et dresse le contrat de mariage prévoyant la communauté de biens (quatuor : Fra da una parte). Il ne manque plus qu'un témoin.
- Scène 5 : Entre justement Ernesto qui vient saluer son oncle avant de partir. Il reconnaît aussitôt Norina mais Malatesta parvient à lui expliquer le stratagème avant qu'il ne l'évente. À peine le contrat est-il signé que la petite provinciale se révèle une mégère tyrannique qui exige de Don Pasquale qu'il garde son neveu dans sa maison, convoque les domestiques, exige qu'on double leurs appointements et qu'on en embauche d'autres, distribue des ordres et entreprend de tout régenter dans la maison. Don Pasquale est horrifié et furieux (quatuor : Son tradito, son tradito).

### Acte III

#### Premier tableau
Une pièce de la maison de Don Pasquale.
- Scène 1 : Les domestiques courent en tous sens pour obéir aux ordres de Norina (chœur : I diamanti, presto, presto) tandis que le coiffeur sort de son appartement. Don Pasquale assiste effaré à ce spectacle et constate que, de tous les privilèges du mari, le seul qui lui reste est celui de payer les factures.
- Scène 2 : Norina, parée et couverte de diamants, s'apprête à aller au spectacle. Don Pasquale veut l'en empêcher mais elle lui rit au nez et finit par lui donner une paire de gifles (duo : Signorina, in tanta fretta). Le vieil homme est si désemparé que même Norina a pitié de lui. Elle sort en prenant soin de laisser tomber un billet. Don Pasquale ramasse le billet qui est signé d'Ernesto et fixe à Norina un rendez-vous galant. Au comble du désespoir, il fait appeler Malatesta.
- Scène 3 : Les domestiques rient de la situation dans laquelle s'est mis Don Pasquale (chœur : Che interminabile andirivieni  !).
- Scène 4 : En entrant dans la maison, Malatesta a un bref échange avec Ernesto qui convient de bien jouer son rôle lors du rendez-vous galant de tout à l'heure.
- Scène 5 : Malatesta montre à Don Pasquale que l'infidélité de Norina est l'occasion de sortir de sa triste situation et il lui conseille de se rendre au rendez-vous galant (duo : Cheti, cheti), qui est fixé dans le jardin et dont l'heure approche.

#### Second tableau
Dans le jardin attenant à la maison de Don Pasquale.
- Scène 6 : Ernesto chante une sérénade pour Norina (sérénade : Com'è gentil), puis un duo d'amour (duo : Tornami a dir che m'ami).
- Scène 7 : Don Pasquale et Malatesta surprennent les deux soupirants. Ernesto parvient à s'enfuir et Norina, avec aplomb, affirme qu'elle était seule. Don Pasquale, excédé, donne à Malatesta carte blanche pour régler l'affaire.
- Scène 8 : Malatesta fait venir Ernesto et lui annonce que Don Pasquale autorise son mariage avec Norina et lui assure une rente de 4 000 écus par an. Don Pasquale s'étrangle mais acquiesce en voyant que « Sofronia » proteste énergiquement. Mais il apprend bientôt la véritable identité de celle-ci. Il est si soulagé de retrouver sa tranquillité et sa liberté qu'il renonce à toute résistance et bénit le mariage de son neveu. Norina conclut dans un rondo final (La moral di tutto questo).

## Analyse
L'intrigue puise directement son inspiration dans la commedia dell'arte et les personnages de la pièce font écho directement à ceux présents couramment dans ce type de comédie. Ainsi Don Pasquale figure-t-il Pantalone, Ernesto le Pierrot amoureux, Malatesta le rusé Scapin tandis que Norina représente Colombine.

## Productions notables
| Dates | Distribution (Norina, Ernesto, Malatesta, Pasquale)                    | Chef d'orchestre, Orchestre et chœur | Lieu, Théâtre                     | Metteur en scène,                             |
| ----- | ---------------------------------------------------------------------- | ------------------------------------ | --------------------------------- | --------------------------------------------- |
| 1899  | Marcella Sembrich, Thomas-Salignac, Antonio Scotti, Antonio Pini-Corsi | Luigi Mancinelli                     | New York, Metropolitan Opera      |                                               |
| 1925  | Maria Ivogün, Carl Erb, Hermann Wiedemann, Richard Mayr                | Bruno Walter                         | Salzbourg, Festival de Salzbourg  |                                               |
| 1935  | Lucrezia Bori, Tito Schipa, Giuseppe De Luca, Ezio Pinza               | Ettore Panizza                       | New York, Metropolitan Opera      |                                               |
| 1936  | Margherita Carosio, Tito Schipa, Giuseppe De Luca, Ernesto Badini      | Gino Marinuzzi                       | Milan, Teatro alla Scala          |                                               |
| 1940  | Bidu Sayao, Nino Martini, Francesco Valentino, Salvatore Baccaloni     | Gennaro Papi                         | New York, Metropolitan Opera      |                                               |
| 1944  | Alda Noni, Anton Dermota, Erich Kunz, Alfred Vogel                     | Anton Paulik                         | Vienne, Opéra d'État de Vienne    |                                               |
| 1945  | Bidu Sayao, Nino Martini, Francesco Valentino, Salvatore Baccaloni     | Fritz Busch                          | New York, Metropolitan Opera      |                                               |
| 1959  | Graziella Sciutti, Luigi Alva, Rolando Panerai, Sesto Bruscantini      | Nino Sanzogno                        | Milan, Piccola Scala              |                                               |
| 2012  | Desirée Rancatore, Francesco Demuro, Alessandro Corbelli               | Enrique Mazzola                      | Paris, Théâtre des Champs-Élysées | Denis Podalydès, Christian Lacroix (costumes) |

### Sources
- (fr) Piotr Kaminski, Mille et un opéras, Paris, Fayard, coll. Les indispensables de la musique, 2003
- (fr) Gustav Kobbé, Tout l'opéra, édition établie et révisée par le comte de Harewood, traduit de l'anglais par Marie-Caroline Aubert et Denis Collins, Paris, Robert Laffont, coll. Bouquins, 1980